# Oswaldo Castro
Oswaldo José de los Ángeles Castro Intriago (29 de julio de 1902 – 26 de junio de 1992) fue un periodista, docente, poeta, estadístico, traductor / revisor y novelista ecuatoriano. Jugó un papel decisivo en la fundación del primer periódico de Chone, el semanario cultural El Iris; en la organización del primer censo de la ciudad de Quito, Ecuador como presidente de su comisión técnica; y en la promoción de la Organización de las Naciones Unidas para la Agricultura y la Alimentación como su oficial de enlace para el sur de América Latina. Mientras estaba jubilado en Madrid, España, publicó La Mula Ciega (1970), una novela vagamente autobiográfica sobre dos adolescentes que alcanzaron la mayoría de edad a principios del siglo XX en Chone, Bahía de Caraquez, Quito, Guayaquil y las Galápagos.

## Biografía

### Infancia y juventud
Castro era hijo de Carlos María Castro Araus (1873-1945) de Portoviejo, Ecuador; y Olimpia Edeltrudis Intriago Minaya (1881–1963) de Riochico, Ecuador. Sus padres murieron en Bahía de Caráquez, Ecuador. Nació en Chone, Manabí, Ecuador el 29 de julio de 1902.
De 1907 a 1914 Castro asistió a El Vergel, una escuela privada fundada y dirigida por Raymundo Aveiga Moreira (1876-1959), en Chone, Ecuador. A los catorce años, bajo la tutela y guía de su maestro y con varios de sus compañeros de escuela, entre los que destaca Enrique Amadeo Bolaños Moreira (1898-1929), editó y escribió artículos para el primer semanario cultural de Chone, El Iris. El único periódico disponible en Chone en ese momento era El Horizonte, un semanario publicado en Portoviejo, la capital de la provincia de Manabí. El Iris fue lanzado el 23 de abril de 1916, sus pocas copias escritas minuciosamente a mano por falta de imprenta. La buena caligrafía era una habilidad muy deseable y respetada en ese momento y era parte del plan de estudios de ocho años de El Vergel junto con las materias más tradicionales. Los lectores de El Iris consistían en algunas familias seleccionadas cada semana arbitrariamente por los jóvenes editores. Muchos años después, durante una visita del historiógrafo cultural Horacio Hidrovo Peñaherrera, Columba Coppiano Delgado pudo producir una copia impecable de El Iris destinada específicamente a ella por los jóvenes periodistas. Los artículos de interés se recopilaban de la biblioteca privada de Guadalupe Martínez de Santos, una adinerada actriz y vecina mexicana; de revistas ilustradas que llegaban de Europa y que a los chicos se les permitía leer en la oficina de correos antes de que sus clientes las recogieran; y de reportajes presentados por jóvenes reporteros itinerantes. Ejemplos de estos diversos temas fueron: el tricentenario de Miguel de Cervantes; La Galerna, un relato de los vendavales que azotan el Cantábrico (escrito por Castro), columnas sociales, literarias, de humor y de la vida cotidiana, así como actualizaciones sobre la Primera Guerra Mundial. Los estudiantes tomaron partido: algunos por la Triple Alianza, algunos por la Triple Entente; es decir, germanófilos versus francófilos. Después de quizás siete números y la adquisición de una imprenta generosamente donada por el coronel Juan Crecencio Álvarez Loor, El Iris pasó a manos del Centro Social Juventud Chonense. Para 1921, era un semanario chonense popular bien establecido bajo la dirección de Ramón Verduga Cornejo. Debido al éxodo de muchos de sus escritores, El Iris dejó de publicarse en 1935.

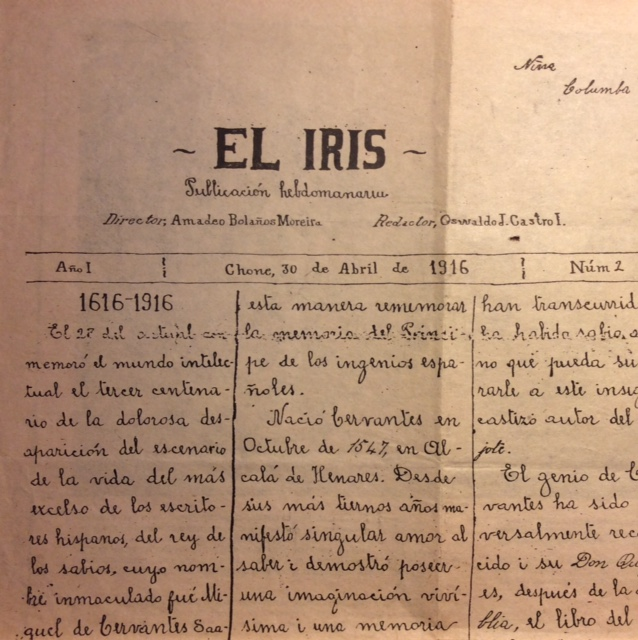
Copia de una edición semanal de El Iris.

El interés de Castro por el periodismo volvería a aflorar en Portoviejo cuando, en 1934, se unió al consejo editorial del naciente Diario Manabita, hoy conocido como El Diario. Macario Gutiérrez Solórzano escribió: «Siempre fue inquieto, impulsivo, exuberante y hasta anárquico». Su producción periodística continuaría con artículos como La Mística de Pasternak, escrito para la edición del vigésimo aniversario del periódico. También escribió artículos bajo el seudónimo Oscar Waldoosty para el diario El Universo de Guayaquil [15].
Tanto los poemas románticos como los que apelan a la justicia social se escribieron para el diario El Comercio, de Quito, así como para Argos e Iniciación, revistas mensuales ilustradas dedicadas principalmente a la poesía y la crítica sociopolítica editadas en la década de 1920, la «edad de oro» la actividad poética en Portoviejo. Las contribuciones a estas revistas provinieron principalmente de un grupo de jóvenes poetas manabitanos. Castro envió sus poemas a Portoviejo cuando aún era estudiante en Quito. En 1972, La Tijera Literaria de España también publicó su poesía. Sus artículos técnicos fueron publicados en revistas y periódicos profesionales, entre los que destacan Trimestre Estadístico, Eslabón, en Quito; Instituto Iberoamericano de Cooperación Económica en Madrid; Moneda y Crédito también en Madrid; y un artículo en inglés titulado Two men and a flower sobre Hernando de Soto y Simón Bolívar. Uno de sus últimos artículos periodísticos sobre literatura, ¿Crísis de la novela en Ecuador? (publicado en El Universo), fue escrito en Madrid durante su jubilación.

### Educación y trayectoria como docente
De 1918 a 1924, Castro asistió al Colegio San Gabriel. Todos sus estudiantes debieron presentarse a sus exámenes en el laico Instituto Nacional Mejía durante los años de desprestigio de las instituciones privadas o religiosas a favor de las acreditadas estatales y seculares abrazados por el general Eloy Alfaro. Poco después conoció al novelista manabitano Othon Castillo, que escribió: «Qué espectáculo, no podía perderme ... Vi a algunos hombres fuertemente escoltados marchando hacia el cuartel del ejército ... mi atención fue captada por un joven marchando con ellos. 'Es sólo un niño loco ... recién graduado de la escuela ... se unió a los revolucionarios como operador de telégrafo. Se llama Oswaldo Castro Intriago', me dijo mi padre». De 1928 a En 1931 asistió a la Escuela de Comercio Marco A. Reinoso en Guayaquil, de la cual obtuvo un certificado en Contaduría y Administración de Empresas. Durante esos años también asistió a la Universidad de Guayaquil, Facultad de Derecho y Ciencias Sociales, y de 1936 a 1937, a la Facultad de Economía. Recibió un certificado en Derecho y Ciencias Sociales y otro en Economía. El 20 de agosto de 1939, el cuerpo estudiantil del Departamento de Economía lo votó por unanimidad como primer presidente de la naciente Asociación de la Facultad de Ciencias Económicas de la Universidad de Guayaquil. Después de una pausa en la fuerza laboral, principalmente en la enseñanza, la banca y la contabilidad, compitió y ganó una beca para estudiar en los Estados Unidos de un grupo de 10,000 según el historiógrafo, J. Gonzalo Orellana, una cifra nada improbable desde que los veteranos estadounidenses regresaban a casa por una suma de 200 000 al mes después de la Segunda Guerra Mundial. El trabajo de posgrado en el extranjero incluyó una Maestría en Ciencias de la Universidad de Míchigan 1945-1946; un certificado en Estadísticas del Censo de la Escuela Internacional de la Oficina del Censo de los Estados Unidos, Suitland, Maryland, 1946-1947, con especial énfasis en la capacitación en censos y la legislación censal; un certificado en Estadísticas Económicas y Agrícolas de la Universidad de Roma, Italia en conjunto con la Universidad de Nebraska y la Organización de las Naciones Unidas para la Agricultura y la Alimentación, en Roma en 1956.
Sobresaliente en todas las materias, pronto se convertiría él mismo en profesor, primero como ayudante de laboratorio en el laboratorio de física de su escuela, luego como profesor de historia de la literatura en el Colegio Vicente Rocafuerte, de Contabilidad en la Escuela Marco A. Reinoso, ambos en Guayaquil; de Matemáticas, Inglés e Historia del Mundo en el Instituto Olmedo, en Portoviejo. También enseñó Economía en la Universidad Central de Quito, ahora la Universidad Central del Ecuador. Su siguiente asignación docente lo encontró en la Universidad de Míchigan, Ann Arbor, en 1946, como profesor asistente de estadísticas vitales. «Y dio la casualidad", escribe Castillo, "que el día que llegó a la Universidad en Ann Arbor, Michigan, tomando su examen de ingreso, encuentran que el hombre sabe mucho sobre el tema y como estímulo lo convierten en un asistende de docente». Su interés por la estadística y la enseñanza nunca lo abandonaron. A principios de 1947 pudo conseguir diez becas para ecuatorianos interesados en estadística para estudiar en el extranjero; y cuando se jubiló escribió un breve libro de texto, Análisis Estadístico Elemental para carreras no matemáticas.

### Muerte
Castro murió el 26 de junio de 1992 en Bethesda, Maryland. Tuvo un doble funeral: uno en Bethesda, y otro en Portoviejo donde fue enterrado. Numerosos reconocimientos y conmemoraciones le fueron entregados desde su provincia natal, un premio literario, entre otros productos. En 2008, el grupo de teatro de Chone, Arte Popular, bajo la dirección de Roger Bustamante, produjo una obra híbrida de teatro / video titulada Homenaje a Oswaldo Castro y su mula ciega. En noviembre de 2015, su novela fue revisada por el estudiantes de la Universidad Politécnica Salesiana de Cuenca.

## Poesía
Castro posee un repertorio amplio de poemas, algunos de los cuales no fueron publicados, y que en su mayoría están inspirados en los poetas simbolistas franceses y la Revolución Rusa, entre otras temáticas. Méndez Herrera afirma que Castro, en un ataque de resentimiento [no muy diferente de la temeridad de sus contemporáneos, los poetas de la Generación decapitada], quemó sus primeros poemas. Es muy probable que sus dos poemarios inéditos, Llamarada y Oro Blanco, así como el cuento Una de tantas sean obras perdidas en la actualidad. Pudo recuperar parte de su poesía solo años después cuando un amigo de su ciudad natal, «sabiendo de esa sentencia de muerte decretada por el autor, se había aprendido de memoria los versos del poeta pirómano» y se los recitó. La transición del simbolismo poético francés a la preocupación social revolucionaria está claramente delineada en el poema Ayer y Hoy escrito en 1935. No es de extrañar, entonces, que 1932 se le encontrara miembro de la facción guayaquileña de la ABE (Ala Bolchevique Ecuatoriana), y al año siguiente asistiera al Primer Congreso del Comité Central del Partido Comunista Ecuatoriano también en Guayaquil, una adhesión política que puede haberle costado una expulsión, aunque temporal, y quizás incluso un empleo.

LA SONRISA DE TUS MANOS

La sonrisa de tus manos de Princesa decadente,
la sonrisa de tus manos de gentil Samaritana
ha besado mis cabellos, las arrugas de mi frente
y mis dos ojos ingenuos que se ríen del Nirvana.

Y en mis dos ojos ingenuos que se ríen del Nirvana
como en un cristal he visto la eclosión de tu candente,
de tu lúbrica mirada cual la de una cruel gitana
o la de Ila que amó a Buda allá en el lejano Oriente.

Y en tus ojos dos luceros de misterios de erotismo,
cual los ojos de Teresa de Jesús, la loca amante
de los rezos solitarios, miré impresa la brillante

y la suave castidad de tu carne de histerismo,
y tu carne de histerismo, con estertores paganos,
me brindó como un presente la sonrisa de tus manos.
La sonrisa de tus manos, Quito, 1923.

### Listado de poemas
- Sigo rimando versos (Quito, 1922)
- Va llegando el hastío  (Quito, 1922)
- Thinking (Quito, 1922)
- ¡Tarde! (Quito, 1922)
- Frio... (Quito, 1923)
- Mi nocturno (Quito, 1923)
- Figulina de humo (Quito, 1923)
- La sonrisa de tus manos (Quito, 1923)
- Miss Chone, Salve: (Chone, 1928)
- Cantando el recuerdo (Set to music as a Tango by Constantino Mendoza Moreira)
- Pibe de montaña adentro (Guayaquil, 1935)
- Ayer y hoy (Guayaquil, 1935)
- Aterrizaje (Bahìa de Caráquez, 1958 – Set to music as a Pasillo by Constantino Mendoza Moreira)
- Sin título (Madrid, 1970)
- Buenos días luna (Madrid, 1972)[50]